# Fényi (cràter)
Fényi és un petit cràter d'impacte situat a la cara oculta de la Lluna. És a prop de l'extrem sud de l'enorme faldilla, trenada de materials ejectats, que envolta la conca de la Mare Orientale, situada al nord. A menys de dos diàmetres de distància en direcció sud-oest apareix el cràter molt més gran Mendel.

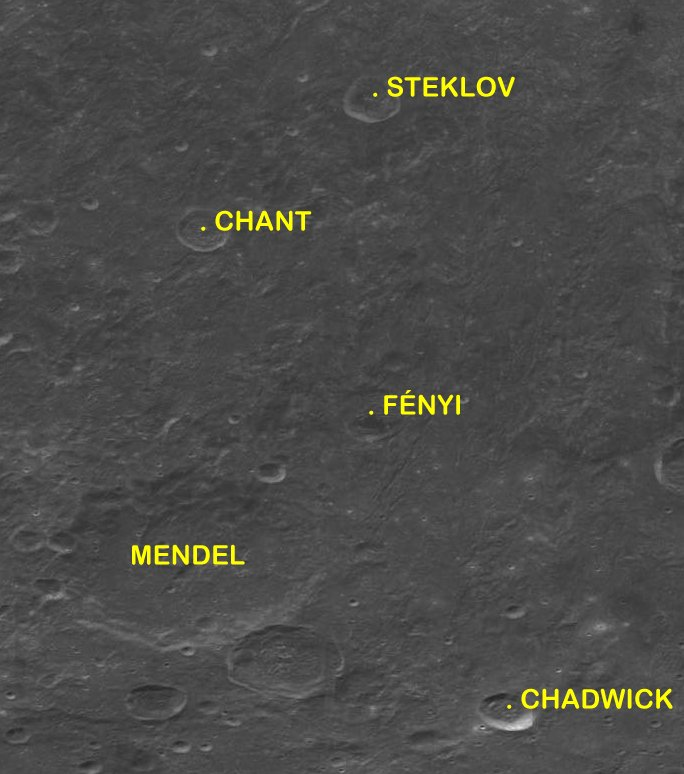
Localització de Fényi (inferior esquerra de la imatge)
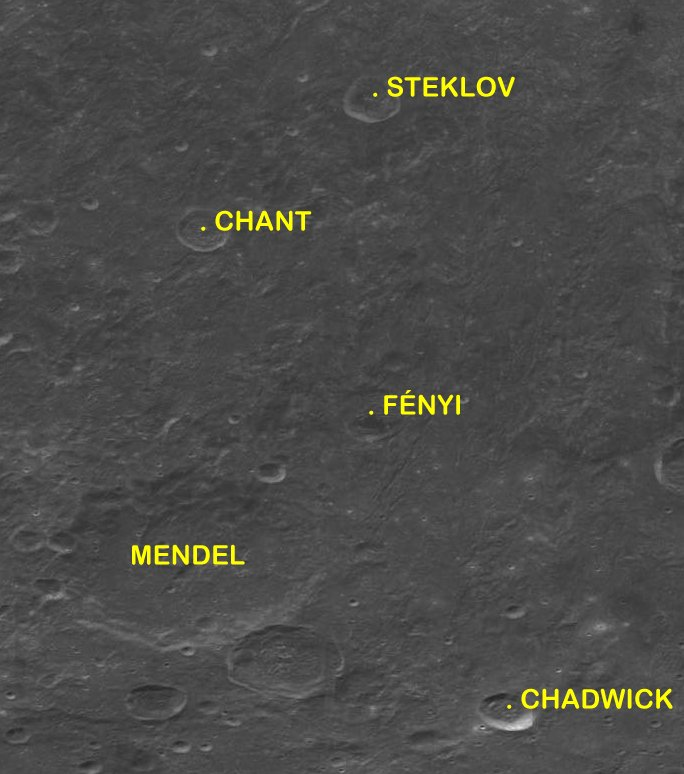
Localització de Fényi (centre de la imatge)
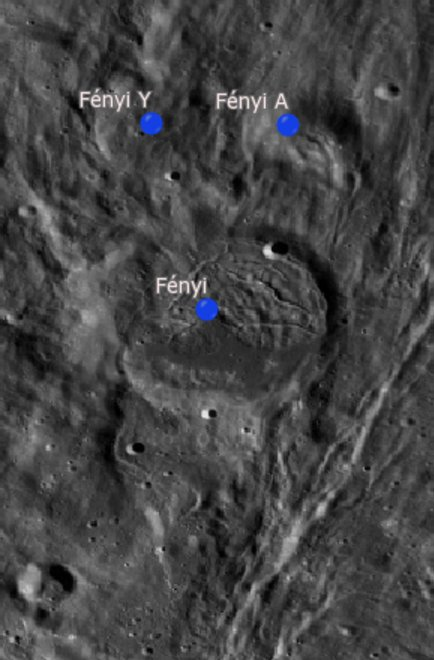
Cràters satèl·lit

Gran part de la vora i gairebé la totalitat del propi cràter han estat enterrats sota l'impacte dels materials de la conca de la Mare Orientale. El terreny circumdant mostra un patró de fenedures radials i trenades que discorren de nord a sud. Només un anell sobresurt per sobre aquest llit de material ejectat, mostrant la ubicació original de la vora. Al nord-est s'insereix un petit cràter a la paret interior.
Aquest cràter es troba dins la Conca Mendel-Rydberg, una àmplia depressió de 630 km d'amplada que pertany al Període Nectarià.

## Cràters satèl·lit
Per convenció aquests elements són identificats en els mapes lunars posant la lletra en el costat del punt central del cràter que està més proper a Fényi.
| Fényi | Coordenades                            | Diàmetre |
| ----- | -------------------------------------- | -------- |
| A     | 43° 36′ S, 104° 24′ O / 43.6°S,104.4°O | 19 km    |
| Y     | 43° 36′ S, 105° 30′ O / 43.6°S,105.5°O | 21 km    |